# Competições eliminatórias
Sistema eliminatório ou mata-mata é todo sistema em que cada time que seja competidor disputa um certo número de partidas entre si, até que um deles seja promovido à próxima fase do torneio, a final. Em geral (a não ser no caso da dupla eliminatória), o perdedor de cada disputa é definitivamente eliminado do torneio.

## Estrutura dos sistemas eliminatórios
Torneios eliminatórios são considerados "simétricos" quando o número de competidores é uma potência de dois (4, 8, 16, 32, 64, etc.). Nesses casos, todos os competidores precisam enfrentar o mesmo número de adversários para chegar ao título. Qualquer outro número de competidores gera uma assimetria, que exige uma forma de sorteio ou um sistema de ranking para colocar determinados competidores em situação privilegiada, normalmente começando a disputa pela segunda fase.
As fases sucessivas de um torneio eliminatório são denominadas de trás para diante:
- a última fase é a Final, disputada entre 2 competidores;
- a penúltima fase consiste de dois confrontos Semifinais (português brasileiro) ou meias-finais (português europeu)[1] , disputados por um total de 4 competidores.
- a fase anterior são as quartas de final (português brasileiro) ou os quartos de final (português europeu)[2]: 4 confrontos, 8 competidores.
- antes disso vêm as oitavas de final (português brasileiro) ou os oitavos de final (português europeu)[3]: 8 confrontos, 16 competidores.
- as fases anteriores são às vezes referidas como Décima-sextas de final (português brasileiro) ou Dezasseis avos de final (português europeu), Trigésima-segundas de final (português brasileiro) ou Trinta e dois avos de final (português europeu) etc.; mas estes nomes pouco eufônicos são em geral substituídos por uma denominação que, ao contrário, começa do início: "primeira fase, "segunda fase", etc., dependendo do número total de competidores.

## Classificação dos sistemas eliminatórios
Os sistemas eliminatórios podem ser classificados por três critérios:
- (a) pela extensão do confronto, ou seja, a quantidade de partidas em cada confronto;
- (b) pela possibilidade de disputas extras (como prorrogações ou disputas de pênaltis);
- (c) pelos critérios de desempate estabelecidos previamente.

### Extensão do confronto

#### Partida única
Em cada confronto, os dois competidores disputam uma única partida. Sistema bastante comum em esportes sem empate, (como voleibol ou basquete). Existindo a possibilidade de empate (como no futebol), deve ser especificado previamente um critério de desempate (ver abaixo), ou então será necessária uma disputa extra: prorrogação/prolongamento, disputa de pênaltis ou ambas.
No caso de torneios de temporada, em geral define-se o mando de campo dessas partidas únicas por sorteio, ou por algum sistema de pontuação, que pode considerar os resultados de temporadas anteriores, ou de fases anteriores da atual temporada.
Por exemplo, a final da Copa de Campeões da Europa (futebol) é, desde 1956, disputada em partida única; desde 1996, essas finais acontecem em campo neutro.

#### Ida e volta
É o sistema mais comum em campeonatos de futebol. Os dois competidores enfrentam-se duas vezes, alternando o mando de campo: uma partida na cidade (ou na sede) de cada um deles.
O mando de campo da segunda partida (em geral considerado como vantajoso, já que a segunda partida é sempre a última) é muitas vezes concedido ao competidor que tenha melhor campanha nas fases anteriores do torneio, ou que tenha melhor colocação em algum sistema de ranking de temporadas anteriores, ou ainda decidido por sorteio.
- Um caso particular ocorre atualmente nas fases eliminatórias (oitavas, quartas e semifinal) da Liga dos Campeões da UEFA. Como o saldo qualificado conta inclusive na prorrogação/no prolongamento (artigo 7 do regulamento [4]), alguns consideram vantajoso jogar a segunda partida fora. Isso porque um empate com gols (1x1, 2x2, etc.) na prorrogação/ no prolongamento classifica o clube visitante. Esta regra gerou sérias críticas do então presidente da FIFA, Joseph Blatter. Para ele, a regra do gol marcado fora deveria valer somente até o término do tempo regulamentar.[5]

| “ | "Na verdade, a regra do gol fora de casa favorece a equipe que joga fora no jogo de volta. Com o placar empatado, o time tem 30 minutos a mais que seu oponente para fazer o gol fora. Além disso, na primeira partida não há possibilidade de tempo extra. É hora de repensar esse sistema. O futebol progrediu desde os anos 60 e a regra do gol fora de casa pode não ser questionada. Mas esta regra faz algum sentido?" | ” |

#### Ida e volta restrita
Os dois competidores enfrentam-se duas vezes, com alternância de mando de campo, a não ser que, na primeira partida, o clube visitante obtenha uma vantagem muito expressiva, definida em regulamento.
Na Copa do Brasil (futebol), entre 1995 e 2016, as duas primeiras fases eram disputadas em sistema de ida e volta restrita: se o clube visitante obtiver diferença de 2 ou mais gols na primeira partida, ele é promovido à próxima fase sem necessidade de um segundo jogo. Da terceira fase em diante, usa-se o sistema de ida e volta simples.

#### Melhor de três
Os competidores jogam um máximo de três partidas, mas o confronto pode terminar antes se, ao final da segunda partida, um dos competidores tiver estabelecido uma vantagem que não pode ser superada ou igualada na terceira partida.
Em geral, para atingir esta vantagem insuperável em apenas dois jogos, um dos competidores precisa de duas vitórias. Mas, em alguns regulamentos, um clube pode trazer de fases anteriores do torneio um ou mais pontos extras, ou uma vantagem em caso de empate.
Nos confrontos em "melhor de três", o mando de campo pode ser definido por sorteio, estabelecendo mandantes alternados (um deles fica com o primeiro e o terceiro jogo, o outro apenas com o segundo). Ou então, como na Libertadores da América, de 1960 a 1987, estabelece-se que o terceiro jogo, se necessário, será disputado em "campo neutro".
Outra possibilidade ainda é dar ao competidor com melhor campanha a vantagem dupla de jogar o segundo e o eventual terceiro jogo em casa.

#### Melhor de três restrita
Os competidores jogam um máximo de três partidas, mas o confronto pode terminar antes se, ao final da segunda partida, um dos competidores tiver estabelecido qualquer espécie de vantagem.
Ou seja, neste sistema, o terceiro jogo só ocorre se, ao final da segunda partida, os dois competidores estiverem rigorosamente empatados. Este sistema só faz sentido para esportes que admitem que uma partida possa terminar empatada, como o futebol e o futsal. Nos esportes que não admitem o empate (como o voleibol e o basquete), as regras de "Melhor de três" e de "Melhor de três restrita" seriam exatamente iguais.

#### Melhor de cinco
Os competidores jogam um máximo de cinco partidas, mas o confronto pode terminar antes se um dos competidores obtiver uma vantagem que não possa mais ser superada ou igualada (por exemplo, três vitórias).
Sistema bastante utilizado em competições de basquete, especialmente nas fases finais da liga norte-americana, a NBA, que em alguns casos também utiliza o sistema "Melhor de sete".

### Disputas extras

#### Prorrogação/prolongamento
Chama-se prorrogação (português brasileiro) ou prolongamento (português europeu) a um tempo extra de jogo que é disputado, com o objetivo de desempate, na sequência de uma partida que terminou empatada.
Evidentemente, a ideia da prorrogação/prolongamento não faz sentido em esportes como o voleibol, o tênis ou o tênis de mesa, que não são disputados em tempo fixo, mas em função da marcação de um certo número de pontos. Mas há ainda alguns esportes, como o basquete ou o handebol, que são disputados em tempo mas que não admitem o empate, tendo incorporado a prorrogação/o prolongamento em suas regras como desempate obrigatório para todas as partidas, em qualquer situação. Nesses casos, a prorrogação/o prolongamento é uma disputa extra de jogo.
Já o futebol e o futsal, que admitem o empate, eventualmente necessitam de prorrogações para desempatar jogos decisivos de um torneio ou de uma fase do torneio. Apenas nesses casos a prorrogação/o prolongamento deve ser considerada uma disputa extra de torneio.
A partir dos anos 1970, quando a definição de datas de futebol passou a depender de mais fatores externos (televisionamento, viagens, etc.), e o sistema de disputas eliminatórias em melhor de três foi sendo, cada vez mais, substituído pelo de ida e volta, criou-se uma possibilidade nova: a da disputa extra como extensão de uma partida que não terminou empatada, mas que teve um resultado simétrico ao da anterior, empatando a disputa na soma dos resultados.
Em futebol, a prorrogação/o prolongamento normalmente é disputada em 2 tempos de 15 minutos cada (um terço do tempo normal de uma partida). Caso o empate permaneça, em geral não se admite segunda prorrogação/segundo prolongamento, sendo portanto necessária uma outra forma de desempate.

#### Prorrogações sucessivas
Em esportes como o basquete, o handebol e o futebol americano, muitas competições preveem um número ilimitado de prorrogações, até que o empate seja desfeito.
No campeonato norte-americano de basquete da NBA, por exemplo, uma partida de 1951 entre o Indianapolis Olympians e o Rochester Royals (ambas as equipes já extintas) teve 6 prorrogações e um tempo total de jogo de 78 minutos, com vitória do Indianapllis por 75 a 73. No hóquei no gelo, um jogo de 1936 entre o Detroit e o Maroons pelo campeonato da NHL teve 6 prorrogações, 116 minutos e jogo e um escore final de 1 a 0 para o Detroit.
No passado, algumas competições de futebol também permitiram prorrogações sucessivas. Um caso extremo é o da decisão do Campeonato Pernambucano de Futebol de 1977, que terminou com a vitória do Sport sobre o Náutico durante quarta prorrogação/quarto prolongamento de 15 minutos cada, resultando numa partida de 158 minutos de duração.

#### Prorrogação/Prolongamento com "Morte súbita"
É uma prorrogação/um prolongamento que tem uma duração máxima (normalmente 2 tempos de 15 minutos), mas que pode ser encerrada a qualquer momento, caso um dos competidores marque um ponto (em futebol chamado "gol de ouro" ou, em inglês, "golden goal"), sendo imediatamente declarado vencedor da disputa.
A Fifa adotou em 1993 a regra do "gol de ouro", que foi aplicada na Copa Européia de Seleções de 1996 e 2000, na Copa do Mundo de 1998 e 2002, nas Olimpíadas de 1996 e 2000, etc.
Nas copas organizadas pela UEFA em 2002, surgiu uma nova variação da regra, a do "gol de prata" ("silver goal"): se uma equipe terminasse o primeiro tempo da prorrogação em vantagem, seria considerada vencedora.
Porém, em fevereiro de 2004, a Fifa determinou o fim dos gols de ouro e de prata, e portanto das prorrogações com morte súbita.

#### Disputas de pênaltis
Em futebol, a disputa por pênaltis pode ser uma segunda tentativa de desempate, após uma prorrogação/um prolongamento que terminou empatada; mas, dependendo do regulamento do torneio, também pode ser o primeiro desempate de uma partida.
Até a década de 1950, o mais comum era que cada equipe designasse um "cobrador de pênaltis", que faria um certo número de tentativas (em geral 5 ou 10) contra o goleiro adversário, um após o outro; quem convertesse o maior número de gols seria o vencedor; caso o empate permanecesse, seria realizada nova série de pênaltis.
A partir dos anos 1960, as séries passaram a ser sempre de 5 pênaltis; as cobranças das duas equipes passaram a ser alternadas; o "cobrador de pênaltis" da equipe foi substituído por um grupo de jogadores, que nunca poderia ser repetido; e as séries de desempate passaram a ser de apenas um pênalti para cada equipe.

#### Outras disputas
Entre 1996 e 1999, o Campeonato Estadunidense de Futebol previa, como forma de desempate alternativa à disputa de pênaltis, uma série de 5 "shoot-outs", ou "disputas de meio de campo", para cada equipe: um jogador recebia a posse de bola a partir do meio de campo, enfrentando apenas o goleiro adversário, e tinha um tempo de 5 segundos para tentar marcar o gol.

## O sistema de Dupla Eliminatória
Dupla eliminatória é um sistema em que todos os perdedores têm uma segunda chance de disputa, passando a fazer parte de uma "chave de perdedores", onde disputam uma nova série eliminatória. Ao final, o vencedor da "chave dos vencedores" enfrenta o vencedor da "chave dos perdedores" com vantagem, normalmente de uma vitória. Neste caso, para ser campeão, o "vencedor dos perdedores" precisa derrotar o "vencedor dos vencedores" duas vezes consecutivas.

## Eliminatória simples com reclassificação
É um sistema eliminatório em que os perdedores não são alijados do torneio (como na eliminatória simples) mas também não recebem uma segunda chance de disputar o título (como na dupla eliminatória). Os perdedores permanecem no torneio, mas reclassificados, apenas para fins de definição de suas posições finais.
Na Copa do Mundo de Futebol, por exemplo, há reclassificação apenas para o 3º e 4º lugares: os perdedores das semifinais são reclassificados para a disputa de um jogo extra, em que o vencedor passa a ser o terceiro lugar.
Se a reclassificação for feita a partir das Quartas de Final, os 4 perdedores desta fase disputarão entre si (normalmente em uma nova chave eliminatória simples) a 5ª, 6ª, 7ª e 8ª colocações do torneio.
Na maioria das competições de esportes coletivos das Olimpíadas, a reclassificação é total, ou seja, todos os perdedores disputam entre si as colocações secundárias, do 3º ao 16º lugar.
Este sistema é também muito utilizado em esportes individuais, como algumas modalidades de atletismo.

## Eliminatórias parciais
Quase todas as copas nacionais de futebol, como a Copa do Brasil e a Copa da Inglaterra (o torneio de futebol mais antigo do mundo), são disputadas inteiramente em sistema eliminatório. Em contraponto, a maioria dos campeonatos nacionais são disputados em sistema de "todos contra todos". Mas há ainda muitos torneios e campeonatos que adotam sistemas mistos. Nestes confrontos eliminatórios parciais (em inglês chamados de "playoffs") são utilizadas em combinação com fases de grupos.
Nos sistemas mistos, o mais comum é que os "playoffs" sejam usados como fase final, após a fase de grupos. É este, por exemplo, o sistema adotado pela Copa do Mundo de futebol: uma fase inicial em que os países são organizados em grupos de 4 e depois uma eliminatória simples de partida única organizada em oitavas de final, quartas de final, semifinais e final.
Mas existem ainda várias competições em que, pelo contrário, os "playoffs" precedem uma fase de grupos. É o caso das fases iniciais das zonas africanas, asiáticas e da Concacaf das eliminatórias para a Copa do Mundo de Futebol. Em algumas edições da década de 1990 do Campeonato Brasileiro de Futebol - Série B, tanto a fase inicial quanto a final eram disputadas em quadrangulares, mas as fases intermediárias tinham a forma de "playoffs".

### Eliminatórias parciais com privilégios
Quando o torneio é decidido em "playoffs" após uma fase classificatória inicial em sistema de "todos contra todos", é comum que os clubes mais bem classificados na primeira faze tenham privilégios na disputa das finais.
No Campeonato Brasileiro de Futebol de 1996 a 2002 (com algumas variações de um ano para o outro), os clubes jogavam todos contra todos em turno único, classificando-se os 8 primeiros para a fase final. Como, na maioria das vezes, os confrontos eram em ida e volta, os clubes com melhor pontuação na primeira fase tinham a vantagem de jogar a segunda partida em casa.
Mas, em algumas competições, as vantagens concedidas aos melhores classificados são posições privilegiadas em um esquema de eliminatórias assimétricas. Por exemplo, no Campeonato Australiano de "Aussie Football" (Futebol australiano) é utilizado o seguinte método:
Quartas de Final:
- Jogo A: 1º vs. 4º (o vencedor está na final preliminar, o perdedor está na semifinal)
- Jogo B: 2º vs. 3º (o vencedor está na final preliminar, o perdedor está na semifinal)
- Jogo C: 5º vs. 8º (o vencedor está na semifinal, o perdedor está eliminado)
- Jogo D: 6º vs. 7º (o vencedor está na semifinal, o perdedor está eliminado)

Semifinal:
- Jogo E: Perdedor do Jogo A vs. Vencedor do Jogo C (o vencedor está na final preliminar, o perdedor está eliminado)
- Jogo F: Perdedor do Jogo B vs. Vencedor do Jogo D (o vencedor está na final preliminar, o perdedor está eliminado)

Final Preliminar:
- Jogo G: Vencedor do Jogo A vs. Vencedor do Jogo F (o vencedor está na final, o perdedor está eliminado)
- Jogo H: Vencedor do Jogo B vs. Vencedor do Jogo E (o vencedor está na final, o perdedor está eliminado)

Final:
- Jogo I: Vencedor do Jogo G vs. Vencedor do Jogo H (o vencedor é o campeão)

Desta forma os quatro primeiros colocados poderão ser derrotados nas Quartas de Final que ainda terão uma chance de obter o título, ao contrário dos quatro piores classificados que não podem perder em momento algum.
Uma variação do esquema anterior é aplicada no Campeonato Australiano de Futebol (A-League), no qual apenas 6 clubes se classificam para as finais:
Quartas de Final:
- Jogo A: 1º vs. 2º (o vencedor está na final, o perdedor está na final preliminar)
- Jogo B: 3º vs. 6º (o vencedor está na semifinal, o perdedor está eliminado)
- Jogo C: 4º vs. 5º (o vencedor está na semifinal, o perdedor está eliminado)

Semifinal:
- Jogo D: Vencedor do Jogo B vs. Vencedor do Jogo C (o vencedor está na final preliminar, o perdedor está eliminado)

Final Preliminar:
- Jogo E: Perdedor do Jogo A vs. Vencedor do Jogo D (o vencedor está na final, o perdedor está eliminado)

Final:
- Jogo F: Vencedor do Jogo A vs. Vencedor do Jogo E (o vencedor é o campeão)

Neste exemplo, obrigatoriamente um dos dois primeiros colocados da fase classificatória estará na decisão do título enquanto o outro terá 50% de chances de chegar a decisão (a porcentagem é maior levando-se em consideração que este jogará em a final preliminar em casa). Na K-League, a liga sul-coreana de futebol, os playoffs privilegiam ao máximo os primeiros colocados da fase classificatória, a diferença fundamental para os playoffs da A-League é que o primeiro colocado já está garantido na final e o segundo colocado está garantido na final preliminar, portanto não existe confronto preliminar entre estes dois, a única chance de confronto é na grande final. Assim enquanto o primeiro colocado necessita de uma vitória para ser campeão e o segundo colocado apenas duas vítórias, os demais participantes dos playoffs necessitam de quatro vitórias sendo que ao menos dois destes confrontos serão fora de casa.
Existem também "playoffs" em que os primeiros colocados da fase classificatória entram em um estágio mais avançado. No Campeonato de Futebol Americano dos Estados Unidos, organizado pela NFL, por exemplo, os dois primeiros colocados de cada conferência entram nas semifinais enquanto os outros quatro classificados disputam uma repescagem (chamada de "wild card") decidindo quais os outros dois que entrarão nas semifinais.
Repescagem:
- Jogo A: 3º vs. 6º (o vencedor está na semifinal, o perdedor está eliminado)
- Jogo B: 4º vs. 5º (o vencedor está na semifinal, o perdedor está eliminado)

Semifinal:
- Jogo C: 1º vs. Vencedor da repescagem de pior ranking (o vencedor está na final, o perdedor está eliminado)
- Jogo D: 2º vs. Vencedor da repescagem de melhor ranking (o vencedor está na final, o perdedor está eliminado)

Final:
- Jogo E: Vencedor do Jogo C vs. Vencedor do Jogo D (o vencedor é o campeão)

### "Play-Out"
O "Play-Out" ("Torneio da morte") é um "playoff" utilizado para decidir um rebaixamento de divisão. Neste caso, o vencedor da disputa não sagra-se campeão ou leva um troféu, apenas deixa de ser rebaixado. Este termo é comumente utilizado e aplicado no Campeonato Italiano de Futebol em todas as divisões, exceto na Série A. Na Série B os três últimos colocados são rebaixados diretamente para a Série C1 enquanto os quarto e quinto últimos disputam um Play-Out (desde que a distância entre eles ao final do campeonato seja de no máximo seis pontos) em jogos de ida e volta. Nas séries C1 e C2 o último colocado de cada grupo (18º colocado) é rebaixado diretamente enquanto que os quatro clubes acima do último colocado disputam um Play-Out (14º vs. 17º e 15º vs. 16º) em jogos de ida e volta, sendo os dois perdedores rebaixados.

### "Playoffs" interdivisões
No Campeonato Belga de Futebol ocorrem um "play-out" e um "playoff" sucessivos: os dois últimos colocados da Primeira Divisão jogam um "play-out" em ida e volta, com o perdedor do confronto sendo rebaixado diretamente, enquanto o vencedor tem de disputar um "playoff" com três clubes da Segunda Divisão.
Em alguns países da América do Sul, o termo utilizado é o Descenso Indirecto, que ocorre quando o clube pior colocado acima dos rebaixados enfrenta o melhor colocado da divisão inferior entre os que não foram promovidos diretamente. No Campeonato Argentino de Futebol, ao final da temporada, o 3º colocado da Segunda Divisão enfrenta o 18º colocado da Primeira Divisão, enquanto o 4º colocado da Segunda Divisão enfrenta o 17º colocado da Primeira Divisão. Na temporada seguinte, os dois vencedores disputarão a Primeira Divisão, enquanto os perdedores estarão na Segunda Divisão. No Campeonato Alemão de Futebol, o 3º colocado da Segunda Divisão enfrenta o 18º colocado da Primeira Divisão valendo uma vaga na elite na temporada seguinte. No Campeonato Neerlandês de Futebol é diferente, o penúltimo e antepenúltimo da Primeira Divisão entram como participantes nas semifinais dos playoffs da Segunda Divisão.